# Твистер (игра)
Твистер — подвижная напольная игра для активной компании.

## Описание и правила игры
Игра состоит из двух предметов: поля — поливинилхлоридного коврика размером 160 × 140 см, расстилаемого на полу, и специальной рулетки. На коврике нарисованы четыре ряда по шесть крупных одноцветных кругов (красный, жёлтый, синий и зелёный). Рулетка прикреплена к квадратной доске и служит генератором случайности. На ней разбиты сектора для каждой конечности с указанием цвета. Судья вращает рулетку и зачитывает её указания игрокам.
Участники не имеют права занимать круг, уже занятый конечностью другого участника либо своей собственной. Учитывая, что человек имеет 4 конечности, а поле для твистера — 24 круга, причём одно поле каждого цвета должно быть свободно для будущей перестановки, теоретически возможна игра не более, чем впятером, не считая судьи. На практике же кроме судьи играют 2-4 участника.
Если конечность участника уже стоит на поле определённого цвета, но рулетка приказывает занять этот же цвет, конечность необходимо переставить на любое другое поле этого цвета.
Все 6 кругов одного цвета могут быть заняты конечностями всего двух участников. Если так случилось, а рулетка приказывает очередным ходом поставить конечность на этот же цвет, то приказ не исполняется, а рулетку крутят повторно.
Всё время игры конечности нельзя отрывать от кругов. Отрыв происходит только при очередном перестроении по приказу рулетки, озвученного судьёй, либо для того, чтобы пропустить тело соперника при его перестроении по приказу рулетки. В последнем случае, после того как соперник под тобой перестроится, нужно вернуть конечность на место.
Участник считается проигравшим и выбывает, когда он упал или когда его локоть или колено или ягодицы коснулись пола. Победителем объявляется последний не выбывший участник.

### Пример для двух игроков А и Б
В начале партии игроки стоят рядом с полем. Судья вращает рулетку, она указывает, например, «левую руку на красное».
- — «Левую руку на красное, господин А!»— озвучивает судья. Участник А исполняет приказ.

Судья вращает рулетку, ожидая приказания для Б. Рулетка указывает «правую руку на синее».
- — «Правую руку на синее, господин Б!»— озвучивает судья. Участник Б исполняет приказ.

После этого участники оказываются «пришпиленными» к игровому полю одной конечностью. Следующий ход снова для А, затем снова для Б.
Допустим, Б повезло, и рулетка приказала ему «правую руку на жёлтое». Таким образом, после второго хода участник А оказывается пришпиленным к игровому полю уже двумя конечностями, в то время как Б — по-прежнему одной правой рукой. Таким образом у Б появилась фора.
Через 4 хода (или, если участникам повезло как показано выше, то большее число ходов) — участники оказываются пришпиленными к игровому полю уже всеми четырьмя конечностями и с каждым следующим ходом лишь меняют одну из четырёх своих точек опоры, зачастую комично переползая друг через друга.

### Стартовое построение для трёх игроков
При игре втроём (не считая судьи) принято вначале игры вставать не за пределами игрового поля, как описано выше, а следующим образом. Двое соперников становятся на противоположных друг от друга краях игрового коврика и каждый из них помещает одну ногу на синий круг, а другую на жёлтый. Третий соперник располагается в центре обеими ногами на красных кругах.

### Игра вдвоём без судьи
Игроки приказывают друг другу как располагаться, причём половину команды отдаёт соперник, другую половину формирует для себя игрок. Пример:
Игрок А указывает игроку Б:
- — «Правая нога!»

Значит следующим ходом игрок Б должен будет переставить эту конечность. Куда же её переставить он решает сам, озвучивая команду и выполняет её:
- — «Правую ногу буду ставить на синее!»

Затем роли меняются.

### Игра вчетвером пара на пару
Условия обычные с той разницей, что участники командной двойки могут использовать для постановки конечности тот же круг, что и друг по двойке.

## В популярной культуре
- В фильме «Новые приключения Билла и Тэда» (1991) молодые оболтусы Билл и Тэд играют в Твистер со Смертью, и выигрывают. (ей помешал её длинный балахон)
- В песне Man On The Moon группы R.E.M. есть слова «let’s play Twister».
- В фильме «Сын Маски» бог хитрости и коварства Локи играл с Тимом и его сыном в «Супер-Твистер».
- В фильме «Люди в чёрном 2» девушка играла в «Твистер» с инопланетными беспозвоночными.
- В фильме «Поворот» автомеханик Даррелл играл в Твистер один.
- В сериале «Секс в большом городе» Кэрри и Сет играли в Твистер после свидания.
- В сериале «Сверхъестественное» Кастиель играл в Твистер перед битвой с Левиафанами.
- В мультсериале «Кот Ик» Громозавры играют в Твистер в серии «Oh…The Humanity».
- В фильме «Помни меня» Элли говорит, что не играет в Твистер до третьего свидания.
- В сериале «Теория большого взрыва» (сезон 5, серия 10) в самом конце серии Эми, Пенни и Бернадетт играют в твистер.
- В сериале «Друзья» (1 сезон, 4 серия) в конце серии друзья играют в твистер.